# Vlag van Opglabbeek
De vlag van Opglabbeek werd door de gemeenteraad op 5 november 1977 en nogmaals op 3 november 1992 officieel vastgesteld als de gemeentelijke vlag van de Belgisch Limburgse gemeente Opglabbeek. Op 6 oktober 1992 werd hij door het Bestuur van Vlaanderen bevestigd en uiteindelijk gepubliceerd op 21 juni 1994 in het officiële Belgisch Staatsblad.
Officieel wordt de vlag beschreven als:
Wit met een zwarte knoestige schuinbalk, begeleid door twee blauwe golvende schuinstrepen.
De vlag is volledig gebaseerd op het gemeentewapen en ziet er dus helemaal hetzelfde uit.
In 2019 is Opglabbeek samen met Meeuwen-Gruitrode opgegaan in de gemeente Oudsbergen. De vlag is daardoor als gemeentevlag komen te vervallen.

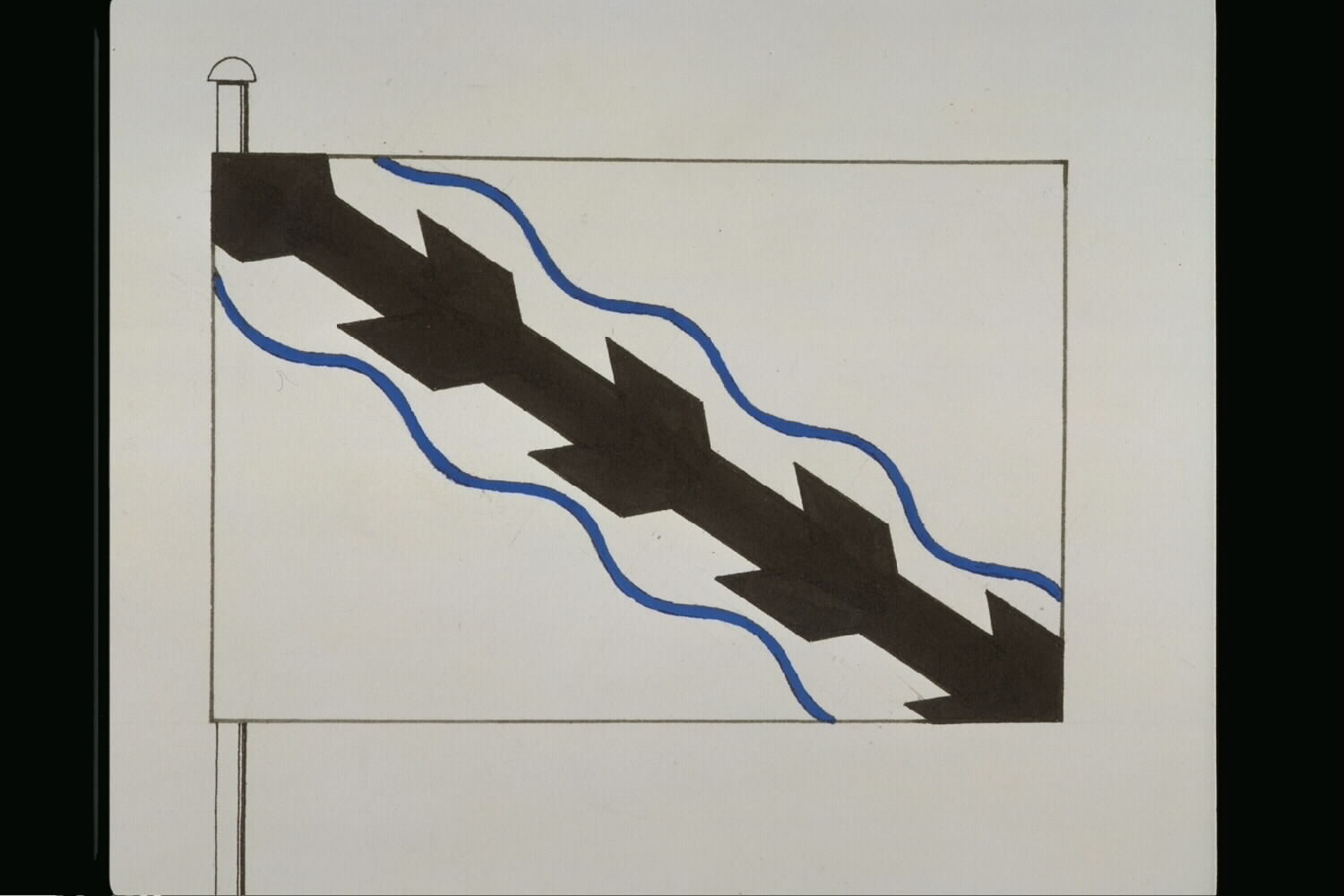
Officiële tekening van de vlag